# Pedreguer
Pedreguer – gmina w Hiszpanii, w prowincji Alicante, we wspólnocie autonomicznej Walencja, o powierzchni 29,58 km². W 2011 roku liczyła 7751 mieszkańców.